# Echinolampadidae
Famille
Les Echinolampadidae sont une famille d'oursins, de l'ordre des Echinolampadoida (ou des Cassiduloida selon les classifications).

## Morphologie

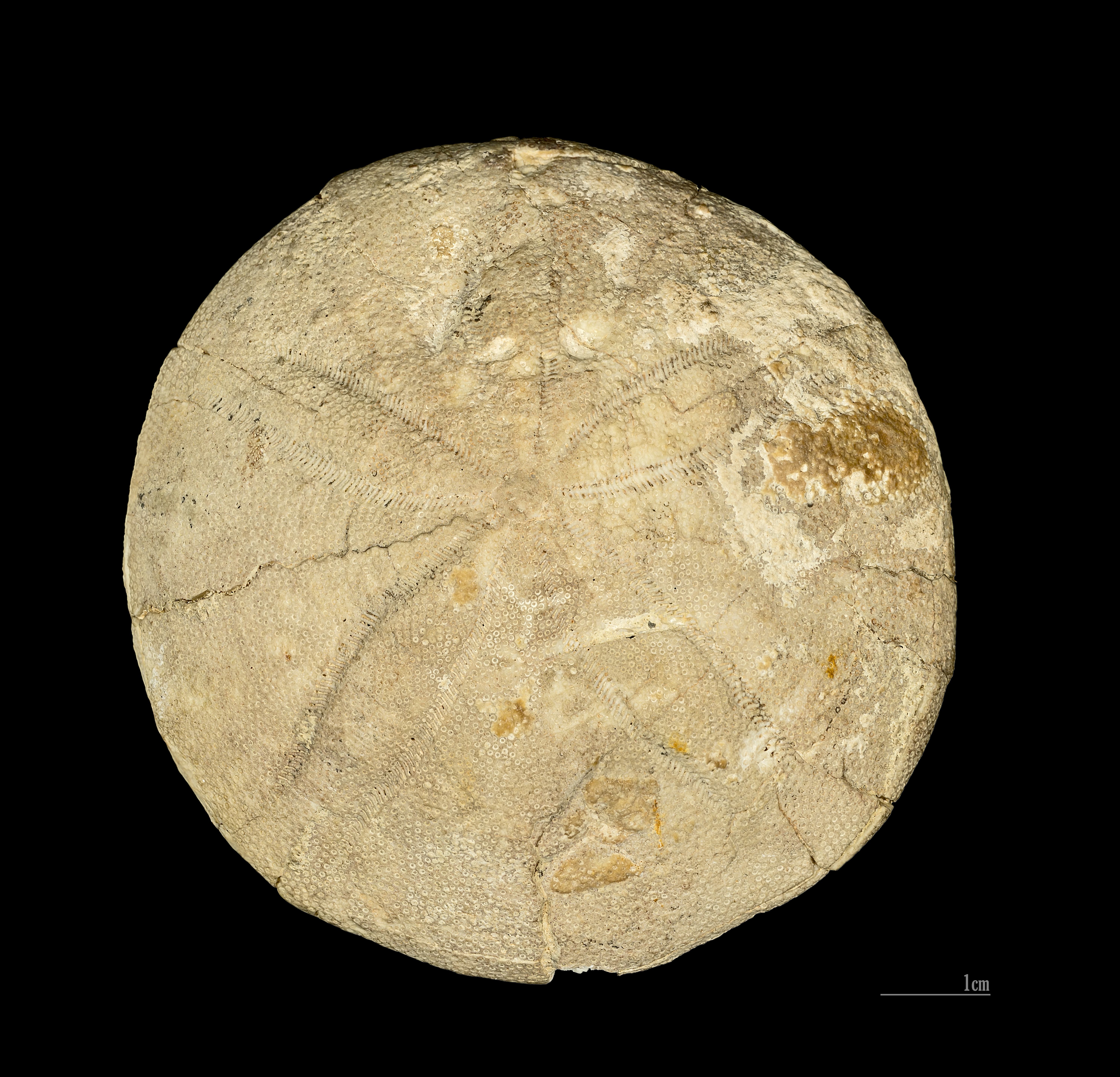
Fossile d’Echinolampas hemisphaericus (MHNT)

Ce sont des oursins irréguliers de taille moyenne à grande, avec un test (coquille) généralement bien gonflé. Les pétales ambulacraires sont longs et ouverts, généralement avec des zones porifères inégales. Le périprocte est marginal à inframarginal, transversal ou longitudinal. Le système apical est tétrabasal ou monobasal. Les bourrelets et phyllodes sont larges bien développés. On note la présence de pores buccaux.

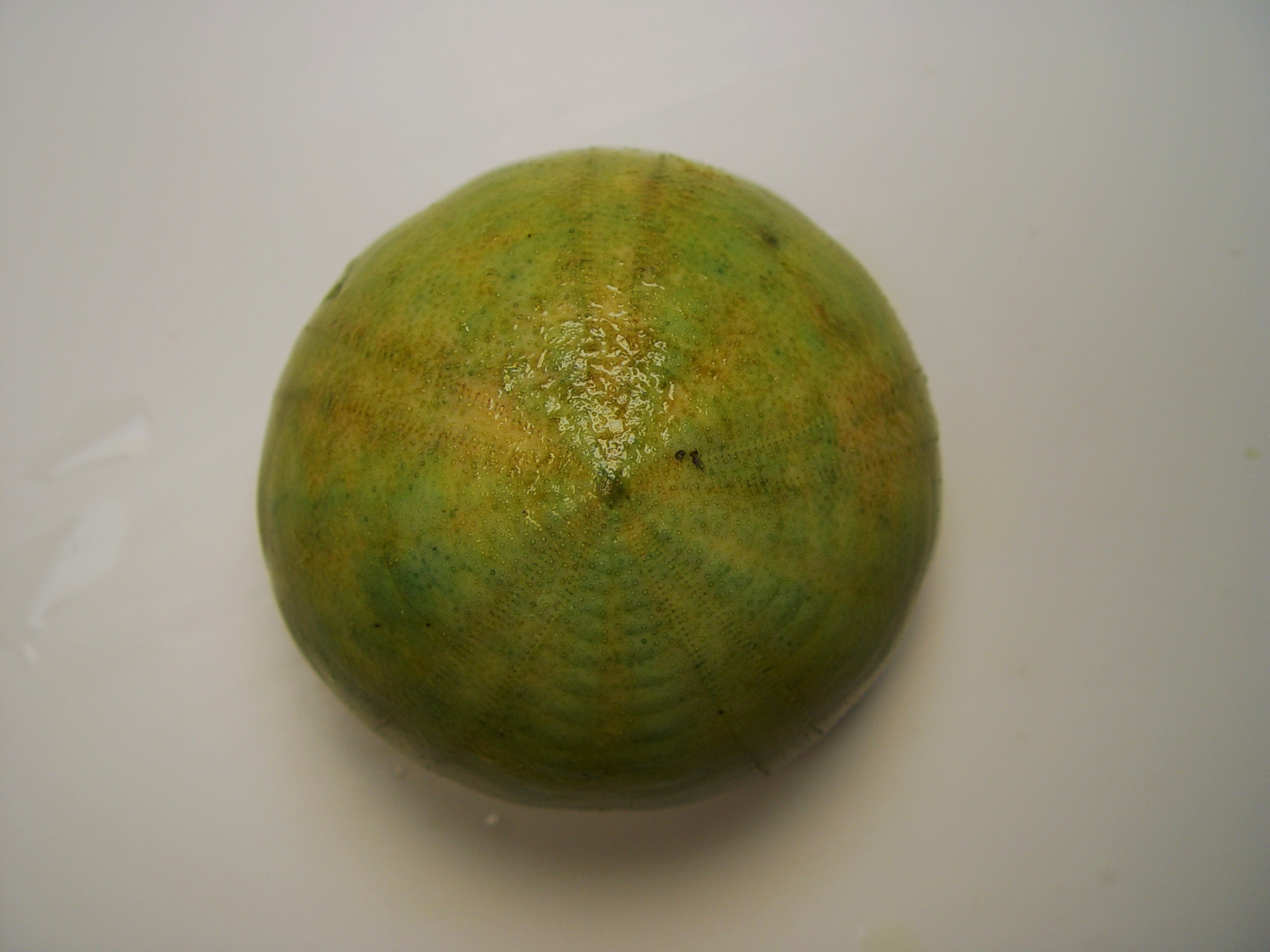
Conolampas sigsbei (Golfe du Mexique).
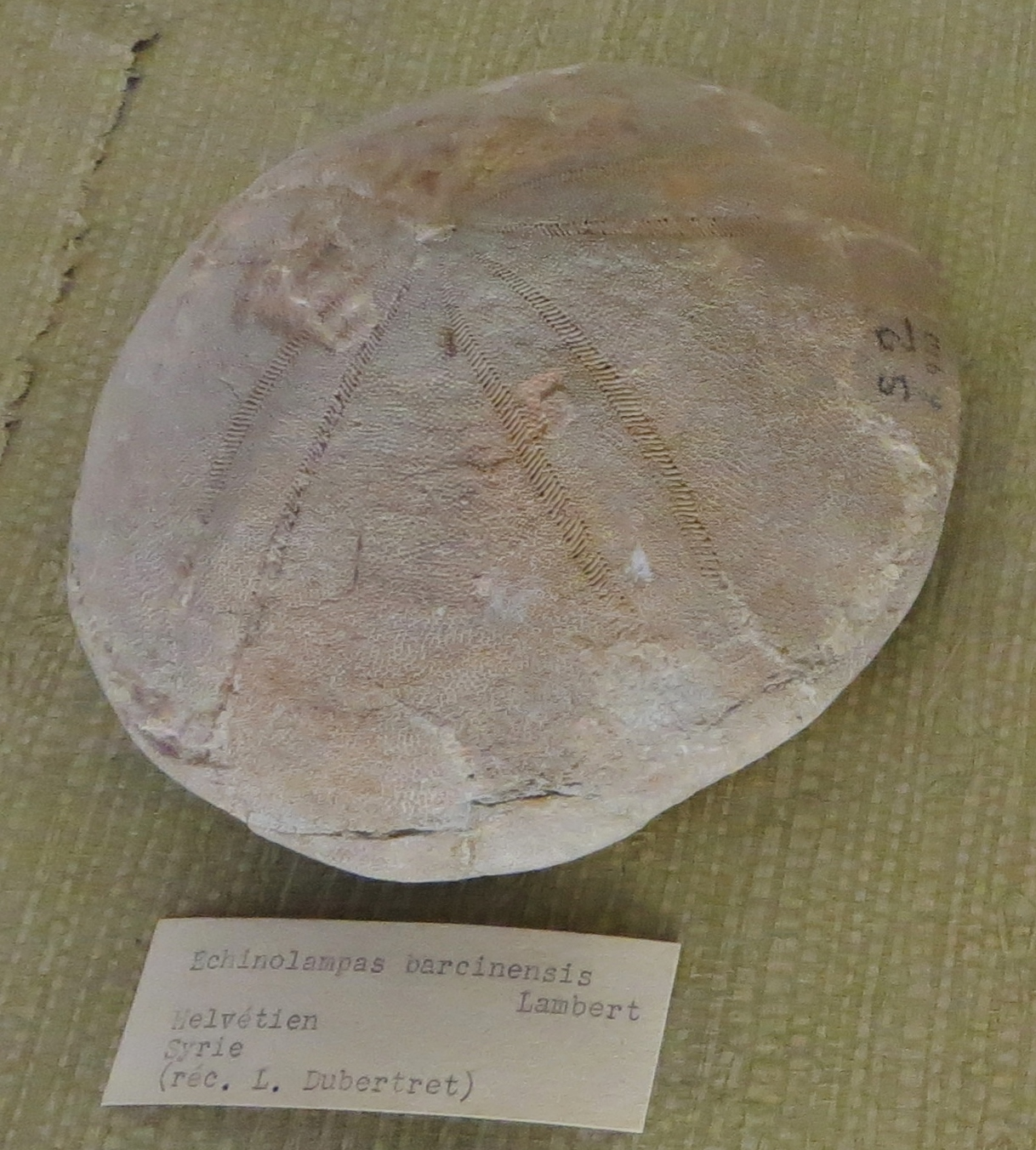
Fossile de Echinolampas barciensis (Miocène de Syrie, MNHN).

## Extension stratigraphique
Ces oursins existent depuis le Crétacé (Cénomanien), et comportent plusieurs genres fossiles.

## Systématique
La famille des Echinolampadidae a été décrite par le zoologiste britannique John Edward Gray en 1851.

### Synonyme
- Clypeolampadidae (Kier, 1962)

### Taxinomie
Selon World Register of Marine Species (25 octobre 2013) : 
- genre Conolampas (A. Agassiz, 1883)
- genre Echinolampas Gray, 1825
- genre Hypsoclypus (Pomel, 1869)
- genre fossile Calilampas (Squires & Demetrion, 1996) †
- genre fossile Kephrenia (Fourtau, 1909) †
- genre fossile Vologesia (Cotteau & Gauthier, 1895) †